# Bürgermeisterei Gruiten
Die Bürgermeisterei Gruiten war eine Bürgermeisterei im Kreis Mettmann. Sie wurde 1927 in das Amt Gruiten umgewandelt, das bis zum 31. Dezember 1974 Bestand hatte.

## Geschichte
Die Bürgermeisterei Gruiten ging 1894 aus einer Teilung der Bürgermeisterei Haan hervor. Im Oktober 1890 beschloss die Bürgermeistereiversammlung, dass Haan ohne die der Bürgermeisterei angehörenden Landgemeinden Millrath, Obgruiten, Schöller und Gruiten das Stadtrecht beantragen solle. Am 6. Dezember 1892 beschloss der Rat, eine Petition beim Provinziallandtag zu überreichen und zu bitten „sich für die Verleihung der Städte-Ordnung auszusprechen und bei der Königlichen Regierung die Verleihung der selben beantragen zu wollen“. Die Teilung wurde am 1. April 1894 durchgeführt, die Landgemeinden Millrath, Schöller und Gruiten wurden gemäß den Beschlüssen aus der Bürgermeisterei Haan herausgelöst und zur Bürgermeisterei Gruiten zusammengefasst. Zugleich wurde die Gemeinde Obgruiten in die Gemeinde Gruiten eingemeindet, wobei der östliche Rand an die Gemeinde Vohwinkel ging.
Zum 1. Januar 1928  folgte unter Beibehaltung der Gemeinden die Umwandlung der Bürgermeisterei in ein Amt. 1929 wurde der Kreis Mettmann unter umfangreichen Gebietsänderungen aufgelöst und in den neu gegründeten Landkreis Düsseldorf-Mettmann eingegliedert. 1938 wurde die Gemeinde Millrath in Hochdahl umbenannt.
Bei der großen kommunale Neugliederung Nordrhein-Westfalens am 1. Januar 1975 wurde das Amt durch das Düsseldorf-Gesetz aufgelöst. Die Gemeinde Gruiten mit Obgruiten wurde nach Haan eingemeindet, die Gemeinde Hochdahl wurde mit der Stadt Erkrath zu einer neuen Stadt Erkrath zusammengeschlossen, die Gemeinde Schöller kam nach Wuppertal. Rechtsnachfolgerin des Amtes Gruiten wurde die durch Zusammenschluss der Stadt Erkrath und Hochdahl entstandene neue Stadt Erkrath.
Der Name des Amtes Gruiten lebt in einigen Körperschaften weiter, die ursprünglich für sein Gebiet gegründet wurden, so in der Allgemeine Wohnungsbaugenossenschaft des Amtes Gruiten eG.

## Gemeinden
| PLZ (ab 1961) | Gemeinde | Fläche    | Einwohner (31. Dezember 1972) | heute     |
| ------------- | -------- | --------- | ----------------------------- | --------- |
| 5601          | Gruiten  | 10,11 km² | 5.606                         | Haan      |
| 5605          | Hochdahl | 11,12 km² | 17.638                        | Erkrath   |
| 5601          | Schöller | 4,28 km²  | 706                           | Wuppertal |